# Especulación con nombres de dominio
La Especulación con nombres de dominio es la práctica de identificar y registrar o adquirir dominios de Internet como una inversión encauzada a obtener beneficios.